# Petrolisthes lazarus
Petrolisthes lazarus — вид ракоподібних родини Porcellanidae. Описаний у 2020 році.

## Поширення
Вид описаний з двох самиць, що виявлені на тихоокеанському узбережжі Панами.

## Опис
Вид морфологічно найбільше схожий на Petrolisthes crenulatus (Lockington, 1878) з Мексики, особливо в загальній конфігурації панцира, хеліпедів та ніжок. Однак P. lazarus відрізняється пропорціями панцира, формою лобової частини панцира та схемі сетації хеліпедів.